# Internationale Segelflugkommission
Die Internationale Segelflugkommission (engl.: International Gliding Commission, kurz IGC) ist die internationale Regulierungs- und Zertifizierungsstelle für den Segelflug. Die IGC ist eine von mehreren Kommissionen der Fédération Aéronautique Internationale (FAI), dem weltweiten Dachverband des Luftsports.

## Geschichte
Die IGC, 1932 unter dem Namen Commission Internationale de Vol à Voile (CIVV) gegründet, wurde zeitweise als Commission de Vol Sans Moteur (CVSM), also Kommission für den Flug ohne Motor bezeichnet. Sie ist seit ihrer Gründung die zuständige Kommission der FAI für die Überwachung und Anerkennung von Rekorden, Wettbewerben und Leistungsabzeichen im Segel- und Motorsegelflug.
Obwohl auch unmotorisiert, haben Gleitschirm- und Drachenflieger, eine eigene Kommission, die Internationale Hängegleiter- und Gleitschirmflug-Kommission (CIVL).
Eine weitere Sonderform nimmt der Kunstflug mit Segelflugzeugen ein. Er untersteht der Kunstflugkommission Aerobatic Commission (CIVA), die jede Art des Kunstflugs überwacht.

## Leistungsabzeichen

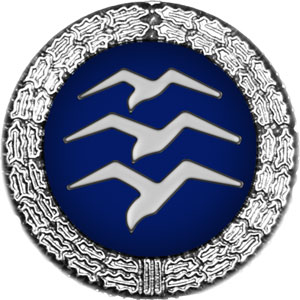
Silber

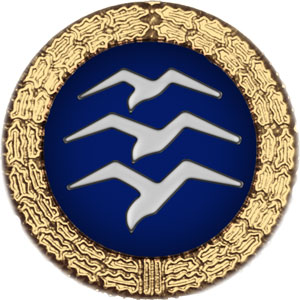
Gold

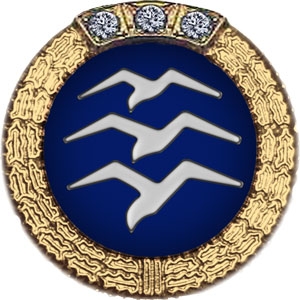
Gold mit 3 Diamanten

Am 13. Juni 1930 wurde in Frankfurt die Internationale Studienkommission für motorlosen Flug (ISTUS) gegründet, um internationale Leistungen im Bereich des Segelfluges anzuerkennen. Gründungsmitglieder waren Belgien, Deutschland, Frankreich, Niederlande, Italien, Ungarn und die USA. Vom Jahre 1930 bis Kriegsbeginn war der deutsche Meteorologe und Pionier der Segelflugforschung Walter Georgii Präsident von ISTUS. Als Anerkennung wurde eine Reihe von Abzeichen für unterschiedliche Leistungsstufen geschaffen, A-, B-, C-Abzeichen genannt. In dem runden Abzeichen sind drei stilisierte Möwen abgebildet. Es wurde von Fritz Stamer entworfen. Mit der Gründung der Internationalen Segelflugkommission durch die FAI übernahm die IGC die Aufgaben der ISTUS. Heute werden die Aufgaben der Anerkennung – im Auftrag der FAI – durch die nationalen Luftsportverbände wahrgenommen. In Deutschland ist dies der Deutsche Aero Club.
Die Bezeichnungen wurden im Laufe der Zeit verändert. Die A-Prüfung (bis C-Prüfung) besteht noch heute.

### Silber
Für das silberne Leistungsabzeichen „Silber“ (dies ist in der Regel das erste Leistungsabzeichen nach dem Luftfahrerschein) ist ein Höhengewinn von 1000 m, ein Flug von fünf Stunden Dauer und ein Zielflug von mindestens 50 km erforderlich. Es ist zulässig, diese Leistungen in unterschiedlichen Flügen zu erbringen. Die ersten Personen, die diese Auszeichnung erhielten, waren Wolf Hirth und Robert Kronfeld am 15. Februar 1931.

### Gold
Auf das silberne folgt das goldene Leistungsabzeichen. Die Bedingungen sind ein Höhengewinn von 3000 m, ein Flug von fünf Stunden Dauer und ein Flug von mindestens 300 km. Auch hier ist es zulässig, diese Leistungen in unterschiedlichen Flügen zu erbringen.

### Diamanten
Zum silbernen oder goldenen Leistungsabzeichen könne drei Diamanten erworben werden. Die Bedingungen sind pro Diamant:
- Ein Höhengewinn von 5000 m
- Ein Flug über 300 km als Zielrückkehr- oder Dreieckstrecke
- Eine Flug über 500 km.

### Diplome und Rekorde
Durch die fortschreitende Entwicklung im Segelflug wurde es nach 1960 erforderlich, die Leistungsstufen hinsichtlich der erreichten Flugstrecken zu erweitern. Heute gibt es jeweils ein Diplom, welches ab 750 km Flugstrecke – in Schritten zu 250 km – vergeben wird.
Die längste Flugstrecke, die je mit einem Segelflugzeug erreicht wurde, beträgt 3009 km. Sie wurde von Klaus Ohlmann in den Anden geflogen. In Europa schaffte am 25. April 1972 Hans-Werner Grosse einen Flug von 1461 km von Lübeck nach Biarritz. Klaus Ohlmann erflog am 12. Januar 2011 bei einem Dreiecksflug in den Anden 1875 km. Dabei stellte er einen neuen Geschwindigkeitsrekord mit 119,3 km/h auf.

## Logger
Mit Hilfe eines Loggers werden alle relevanten Flugdaten aufgezeichnet, die für die Auswertung von Wettbewerbsflügen und Weltrekordversuchen benötigt werden. Aufgrund des Preisverfalls elektronischer Navigationssysteme entwickelte die IGC eine Spezifikation, der alle anerkannten Logger entsprechen müssen. Damit wurden alle bis dato bestehenden Methoden der Dokumentation, wie zum Beispiel der Foto-Beweis, obsolet. Inzwischen sind IGC-konforme Logger das einzige zugelassene Dokumentationssystem.

## OSTIV
Eine weitere Unterabteilung ist die Organisation Scientifique et Technique du Vol à Voile (OSTIV), welche die Kontakte zwischen den Herstellern von Segelflugzeugen und den Piloten zum Meinungs- und Erfahrungsaustausch herstellen soll.